# Maison La Ramée (Montlouis-sur-Loire)
La maison La Ramée est une maison située à Montlouis-sur-Loire. Le monument fait l’objet d’une inscription au titre des monuments historiques depuis le 13 novembre 1973.